# Station Camborne
Camborne is een spoorwegstation van National Rail in Camborne, Kerrier in Engeland. Het station is eigendom van Network Rail en wordt beheerd door Great Western Railway.